# Nike Folayan
Nike Folayan (née en 1978) est une ingénieure britannique agréé et consultante en intégration de systèmes. Elle est fondatrice et présidente de l'Association des ingénieurs ethniques noirs et minoritaires. Cette ONG milite pour une plus grande diversité ethnique dans l'ingénierie britannique. 

## Formation et carrière
Nike Folayan a obtenu un diplôme d'ingénieure en électronique de l'université du Kent, elle obtient son doctorat en conception d'antennes à l'université de Sheffield. 
À la suite de quoi, elle rejoint, en tant qu'ingénieure en communication, Mott MacDonald en [Quand ?] . C'est dans ce cadre, qu'elle travaille sur la conception de  radios fonctionnant dans les tunnels ainsi que sur des systèmes de vidéosurveillance et de sonorisation".  
En 2013, elle a rejoint Parsons Brinckerhoff. Elle y travaille sur de grands projets d'infrastructure, comme CrossRail et la modernisation de la gare Victoria. En 2016, elle est promue directrice associée des communications et du contrôle au sein de la division des chemins de fer de Parsons Brinckerhoff.

## Campagne pour la diversité
En 2008, elle remporte le Précious Award du "Leader inspirant sur le lieu de travail",.  En 2012, Nike Folayan figurait dans Powerlist des cent personnalités britanniques les plus influentes du patrimoine africain et caribéen. Elle est intervenue, comme conférencière principale à la conférence annuelle STEM de l'Académie de l'enseignement supérieur en 2014 .  Elle est également membre du conseil d'administration du Engineering Development Trust (en) et membre du Science Council et des groupes de diversité de Transport for London,,. Elle œuvre aussi en matière de diversité à l'académie royale des ingénieurs. En 2017, elle prend la parole à la conférence "9% is Not Enough" de l'Institution of Engineering and Technology. 

## Son rôle dans l'association des ingénieurs ethniques noirs et minoritaires
Nike Folayan et son frère : Ollie Folayan ont fondé ensemble l'Association des ingénieurs noirs et des minorités ethniques (AFBE-UK). En 2011, Vince Cable, le secrétaire d'État aux entreprises, à l'innovation et aux compétences, participe au séminaire organisé par AFBE-UK qui porte sur les infrastructures au Royaume-Uni,.
À l'époque, il considère l'AFBE-UK comme « un excellent exemple d'encouragement du partenariat entre les acteurs de la communauté des ingénieurs et du soutien apporté aux jeunes alors qu'ils se lancent dans une série de carrières passionnantes dans les domaines de la science et de la technologie ».
En 2016, elle coordonne « Transition », qui inclut la participation d'étudiants d'universités de Londres à une série d'ateliers d'employabilité, d'évaluations de CV, d'entretiens simulés et de défis d'ingénierie.

## Distinction
- Docteur honoris causa de l'université de l'Ouest de l'Angleterre (2022)[18]

## Décoration
- Membre de l'ordre de l'Empire britannique